# Ménil-Jean
Ménil-Jean era una comuna francesa situada en el departamento de Orne, de la región de Normandía, que el 1 de enero de 2016 pasó a ser una comuna delegada de la comuna nueva de Putanges-le-Lac al fusionarse con las comunas de Chênedouit, La Forêt-Auvray, La Fresnaye-au-Sauvage, Les Rotours, Putanges-Pont-Écrepin, Rabodanges, Saint-Aubert-sur-Orne y Sainte-Croix-sur-Orne.

## Demografía
| Gráfica de evolución demográfica de Ménil-Jean entre 1800 y 2014 |
|                                                                  |

Los datos demográficos contemplados en este gráfico de la comuna de Ménil-Jean se han cogido de 1800 a 1999 de la página francesa EHESS/Cassini, y los demás datos de la página del INSEE.